# Helina lasiophthalma
Helina lasiophthalma är en tvåvingeart som först beskrevs av Macquart 1835.  Helina lasiophthalma ingår i släktet Helina och familjen husflugor. Arten är reproducerande i Sverige. Inga underarter finns listade i Catalogue of Life.